# HD 45652
HD 45652 ist ein etwa 112 Lichtjahre von der Erde entfernter Zwergstern im Sternbild Einhorn. Er ist mit einer scheinbaren Helligkeit von 8,1 mag mit dem bloßen Auge auch unter optimalen Beobachtungsbedingungen nicht mehr zu sehen. Am 17. Dezember 2019 wurde ihm von der Internationalen Astronomischen Union (IAU) der Name Lusitânia gegeben. Im Jahre 2008 entdeckte Michel Mayor einen extrasolaren Planeten, der diesen Stern umkreist. Dieser trägt den Namen HD 45652 b.